# CoverGirl
CoverGirl là một nhãn hiệu mỹ phẩm Mỹ được thành lập tại Maryland, Hoa Kỳ bởi Công ty Hóa chất Noxzema và được Procter & Gamble mua lại vào năm 1989 và sau đó được Coty, Inc. mua lại vào năm 2016. Công ty Noxell đã quảng cáo dòng mỹ phẩm này bằng cách cấp phép "đăng ảnh các cô gái ở bìa báo", người mẫu thời trang, nữ diễn viên và ca sĩ xuất hiện trên bìa tạp chí phụ nữ, sử dụng sản phẩm của mình. CoverGirl trang điểm sự thiếu hụt hướng đến dịch vụ khách hàng cá nhân bằng cách cung cấp nhiều loại mỹ phẩm có sẵn với giá cả hợp lý.